# Vodní mlýn ve Svobodných Hamrech
Vodní mlýn ve Svobodných Hamrech u Vysočiny v okrese Chrudim je vodní mlýn, který stojí na řece Chrudimka. Je chráněn jako nemovitá kulturní památka České republiky.

## Historie
Mlýn s kolem na spodní vodu je poprvé písemně zmíněn v roce 1499. Pochází pravděpodobně již z 1. poloviny 14. století; kola na svrchní vodu začala být v podhorských oblastech používána až v jeho 2. polovině.
V roce 1613 byl při hamru mlýn a krčma. Roku 1654 uvádí Berní rula: „Na témže statku je železný hamr při kterém je vystavěno 8 chalup a v nich řemeslníci při hamru pracující zůstávají, kterých vrchnost k žádnému poplatku ani k robotě nikdy nepřitahovala a dosud nepotahuje a také žádných polí nemají.“. Poslední zpráva o hamru je z roku 1755.
V roce 1928 mlýn vyhořel a již nebyl obnoven. Až v roce 1981 se dočkal opravy a osazení zařízením ze zrušeného kovacího hamru ve Věžovaté Pláni u Českého Krumlova. Pracovníci Souboru lidových staveb Vysočina provedli obnovu části mlýnice a umístili v ní v rámci expozice lidového stavitelství krupník-holendr ze mlýna Mezný u Seče a jahelku k loupání prosa ze mlýna Bětník.

## Popis
Před polovinou 18. století zde kromě hamru fungovala výroba elektřiny pro mlýn, sousední hospodu a zámek a pomocí lanového převodu byly poháněny stroje v 50 metrů vzdálené stodole. Voda na vodní kolo vedla náhonem z rybníka; dlouhý náhon procházel skrz vesnici. K roku 1930 je uváděno 1 kolo na spodní vodu (hltnost 0,86 m³/s, spád 1,4 m, výkon 6 HP, prům. 440 cm, šíře 63 cm).